# Parafia Narodzenia św. Jana Chrzciciela w Brzeźnicy
Parafia Narodzenia św. Jana Chrzciciela w Brzeźnicy – parafia rzymskokatolicka, znajdująca się w diecezji tarnowskiej, w dekanacie Pustków-Osiedle.